# Велика субота
Вели́ка субо́та, Страсна́ субо́та — субота страсного тижня, присвячена спогаду про перебування Ісуса Христа у гробі і Зішестя Його у відхлань («до пекел», але не в пекло у його нинішньому розумінні) для рятування душ померлих, а також готуванню до Великодніх торжеств, що святкуються в ніч із суботи на неділю.

## Католицизм
У католицькій церкві Велика субота — останній день пасхального тридення. Це день тиші, коли віруючі моляться й міркують про таємницю спасіння. У цей день не відбувається літургії, іноді в церквах привселюдно читається Літургія годин. Також у цей день відбувається освячення великодньої їжі. Урочисте великоднє богослужіння, надвечір'я Великодня починають звичайно опівночі (іноді раніше).

## Православ'я

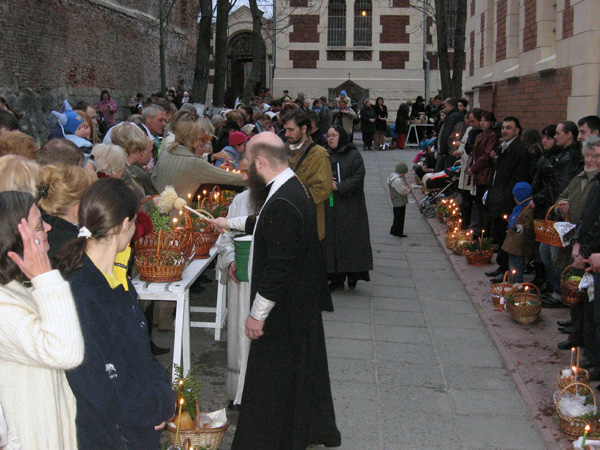
Освячення пасок на Великдень, Львів

На заутрені Великої суботи плащаниця обноситься навколо храму, підноситься до відкритих царських воріт і повертається на «гробницю» посередині храму. Літургія у цей день буває пізніше, ніж звичайно, і з'єднується з вечірнею. На службі читаються п'ятнадцять паремій, що оповідають про старозаповітні пророцтва про спасіння людей хресною смертю Спасителя.
Незадовго до півночі у всіх храмах служиться всеношна, на якій плащаницю несуть у вівтар і покладають на престол.
Великодню заутреню, урочисте богослужіння, присвячене воскресінню Христа, звичайно починають опівночі
Протягом Великої суботи в храмах звичайно відбувається освячення великодньої їжі — яєць, пасок. Вранці Великої суботи плащаниця обноситься навколо храму як підносення відкритих царських воріт.